# Feng zhong qi yuan
Feng zhong qi yuan (風中奇緣T, 风中奇缘S, Fēng zhōng qí yuánP; titolo internazionale Sound of the Desert, conosciuta anche come Damo yao) è una serie televisiva cinese trasmessa su Hunan TV dal 1 ottobre al 27 novembre 2014. È liberamente basata sul romanzo Damo yao di Tong Hua.
Le riprese si tennero dal 8 marzo al 2 luglio 2012. L'esame successivo della SARFT, però, accusò la serie di falsificare la storia e furono apportati numerosi cambiamenti, cambiando l'intera premessa per ambientare la serie in un'epoca di fantasia e in un paese di fantasia. Anche i nomi dei personaggi del romanzo basati su figure storiche cinesi furono cambiati, e i dialoghi e i sottotitoli furono rivisti.
Titoli precedenti della serie erano Damo yao (大漠谣, Dàmò yáo, titolo internazionale Ballad of the Desert o A Story of the Wolf Girl), Damo qi yuan (大漠奇缘, Dàmò qí yuán, titolo internazionale Romance of the Desert) e Xing yue chuanqi (星月传奇, Xīng yuè chuánqí, titolo internazionale The Legend of Moon and Star).

## Trama
Jin Yu, una ragazza orfana di etnia Xiongnu, è stata cresciuta nel deserto dai lupi finché un Han l'ha adottata. Due anni dopo, in seguito alla morte del padre adottivo durante un colpo di stato all'interno degli Xiongnu, la ragazza torna dai lupi, ma decide poi di seguire il desiderio del padre adottivo di vederla vivere con altri esseri umani e si reca a Chang'an, capitale della dinastia Han Occidentale, cambiando il suo nome in Xin Yue. Durante il viaggio incontra Mo Xun, un uomo disabile calmo e gentile, e poi l'affascinante e freddo generale Wei Wu Ji. A Chang'an, grazie alla sua determinazione, Xin Yue diventa la direttrice di una casa di ballerine e aiuta la tranquilla Qin Xiang a incontrare l'Imperatore. Qin Xiang si trasforma poi nella più potente concubina dell'Imperatore e complotta contro Xin Yue, che nel frattempo deve scegliere tra Mo Xun e Wei Wu Ji.

## Personaggi
- Xin Yue/Jin Yu, interpretata da Liu Shishi
- Wei Wu Ji, interpretato da Eddie Peng
- Mo Xun, interpretato da Hu Ge
- Qin Xiang, interpretata da Fala Chen
- Hu Wei Li, interpretato da Qin Hao
- Li Ji, interpretato da Han Dong
- Imperatrice Wan Zi Jin, interpretata da Maggie Cheung Ho-yee
- Hong Gu, interpretata da Kristal Tin
- Imperatore Zhao Zhen, interpretato da Lu Liang
- Principessa Zhao Yang, interpretata da Shi Xiaoqun
- Wan Qian, interpretato da Wu Zhuohan
- Mao Yun Zhu, interpretata da Elaine
- Qin Yuan Qi, interpretato da Zhang Xiang
- Qin Yuan Chao, interpretato da Qin Yong
- Wan Ang, interpretato da Liu Shuailiang
- Ding Ling, interpretata da Xu Sa
- Xin Yan, interpretata da Luo Mi

## Ascolti
| Episodio | Data di trasmissione | Share media (CSM50) | Share media (CSM50) |
| Episodio | Data di trasmissione | Indice di ascolto   | Share               |
| -------- | -------------------- | ------------------- | ------------------- |
| 1-2      | 1 ottobre 2014       | 1,144               | 5,790               |
| 3-4      | 2 ottobre 2014       | 1,066               | 5,550               |
| 5-6      | 8 ottobre 2014       | 0,568               | 3,283               |
| 7-8      | 9 ottobre 2014       | 0,649               | 3,716               |
| 9-10     | 15 ottobre 2014      | 0,560               | 3,441               |
| 11-12    | 16 ottobre 2014      | 0,568               | 3,364               |
| 13-14    | 22 ottobre 2014      | 0,538               | 3,385               |
| 15-16    | 23 ottobre 2014      | 0,614               | 3,784               |
| 17-18    | 29 ottobre 2014      | 0,662               | 3,961               |
| 19-20    | 30 ottobre 2014      | 0,606               | 3,488               |
| 21-22    | 5 novembre 2014      | 0,550               | 3,297               |
| 23-24    | 6 novembre 2014      | 0,675               | 3,934               |
| 25-26    | 12 novembre 2014     | 0,728               | 4,435               |
| 27-28    | 13 novembre 2014     | 0,695               | 4,092               |
| 29-30    | 19 novembre 2014     | 0,684               | 4,098               |
| 31-32    | 20 novembre 2014     | 0,699               | 4,355               |
| 33-34    | 26 novembre 2014     | 0,737               | 4,363               |
| 35-36    | 27 novembre 2014     | 0,930               | 5,176               |

## Colonna sonora
1. The World I Pacified for You (為你平定的天下, Wei ni pingding de tianxia) – Li Jianqing
2. A Kind of Courage Called Giving Up (有一种勇气叫放弃, Youyi zhong yongqi jiao fangqi) – Della Ding
3. Bai tuoyin (白頭吟) – Della Ding
4. Live Well (好好過, Haohaoguo) – Hu Ge